# Hůrka (Středozem)

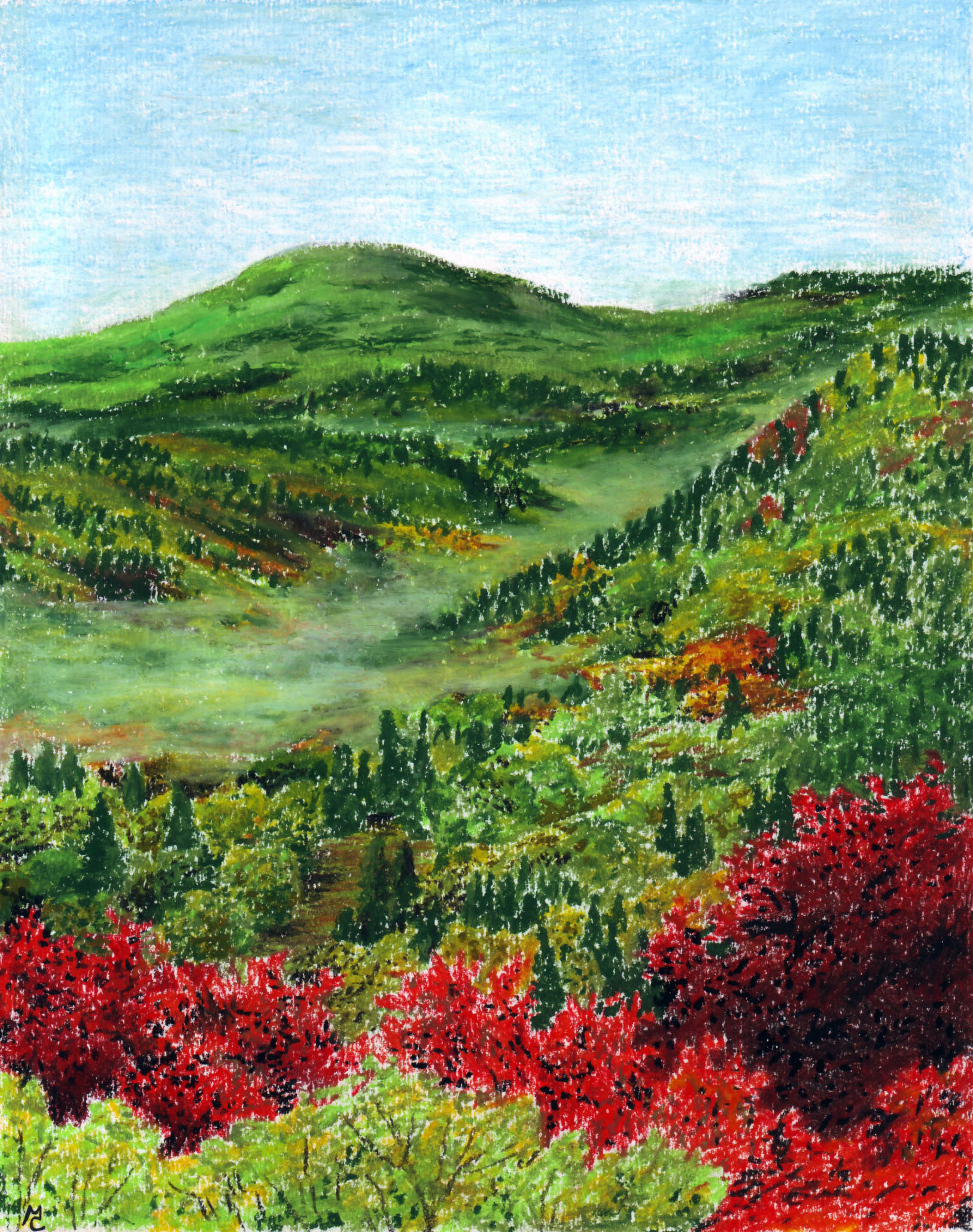
Hustoles a v pozadí Hůrecký kopec na ilustraci Matěje Čadila

Hůrka (v anglickém originále Bree) je vesnice ve fiktivní Středozemi, fantasy světě spisovatele J. R. R. Tolkiena.
Hůrka je hlavní vesnicí Hůrecka, která se nachází na křižovatce Východní a Zelené cesty mezi Mohylovými vrchy a Eriadorem (Divočinou).
Kromě hůrky se v okolí nacházejí také malé osady jako Podlesí, Špalíček a Jámy. Obyvatelé Hůrky jsou hnědovlasí a pomenší lidé. Vesnici tvoří asi stovka kamenných domů, které se většinou nacházejí pod Hůreckým kopcem. Ves má dvě brány a je obehnána velikým živým plotem. Hůrčané jsou nezávislí lidé, co se starají sami o sebe a příliš nestojí o cizince, okolní svět je příliš nezajímá. Obyvatelé Hůrky mají vesměs rostlinná jména jako Kozílist, Černobejl, Vřesík, Jabloňka apod. Žije zde také několik rodin hobitů, hlavně ve Špalíčku. V Hůrce žijí jak hobité, tak i lidé.
Tento velký a malý lid (jak si navzájem říkají) spolu vychází vcelku přátelsky a oba se považují za neodmyslitelnou součást Hůrecka. Dříve Krajané Hůrku často navštěvovali, ale po nějakém čase návštěvy ustaly a „divné jako novina z Hůrky“ se stalo příslovečným rčením. Krajané hovoří o hobitech z Hůrky jako o venkovanech.
Mezi vysoce postavené patří v Hůrce pan Ječmínek Máselník, majitel hostince U Skákavého poníka, vyhlášeného po celém okolí. Jako hlavní události Hůrky můžeme uvést, že Hůrkou putoval Frodo Pytlík, Ten, který nesl Prsten, když se zde přespával právě ve jmenovaném hostinci na cestě do Roklinky. Hůrku hlídají hraničáři, ačkoli Hůrčané je nemají moc v lásce.